# Pitrufquén
Pitrufquén är en ort i Chile.   Den ligger i provinsen Provincia de Cautín och regionen Región de la Araucanía, i den södra delen av landet, 600 km söder om huvudstaden Santiago de Chile. Pitrufquén ligger 99 meter över havet och antalet invånare är 13 743.
Terrängen runt Pitrufquén är platt åt nordväst, men åt sydost är den kuperad. Pitrufquén är det största samhället i trakten.
I omgivningarna runt Pitrufquén växer huvudsakligen savannskog. Runt Pitrufquén är det ganska glesbefolkat, med 40 invånare per kvadratkilometer.